# Медаль Мовсеса Хоренаці
Медаль Мовсеса Хоренаці (вірм. Մովսես Խորենացու մեդալ) — державна нагорода Республіки Вірменії. Заснована 26 липня 1993 року. Носить ім'я середньовічного вірменського історика, автора «Історії Вірменії», «батька вірменської історіографії» — Мовсеса Хоренаці.

## Підстави нагородження
Нагородження медаллю Мовсеса Хоренаці проводиться за видатні творчі досягнення в області вірменської культури, мистецтва, літератури, освіти, гуманітарних наук.

## Процедура нагородження
Клопотання про нагородження медаллю Мовсеса Хоренаці ініціюється міністерствами культури, освіти та вищої освіти і науки Республіки Вірменії.
Медаллю Мовсеса Хоренаці нагороджує Президент Вірменії, видаючи про це укази.
Медаллю Мовсеса Хоренаці нагороджуються громадяни Республіки Вірменії, іноземні громадяни та особи без громадянства.
Президент, Віце-президент Вірменії, депутати Верховної Ради та місцевих Рад Республіки Вірменії не можуть нагороджуватися державними нагородами Республіки Вірменія, в тому числі й медаллю Мовсеса Хоренаці.
Повторне нагородження медаллю Мовсеса Хоренаці не проводиться.
Нагородження медаллю Мовсеса Хоренаці може проводитися також посмертно. В цьому випадку медаль разом з посвідченням вручається сім'ї нагородженого.

## Черговість
Медаль Мовсеса Хоренаці носиться на лівій стороні грудей, після медалі Ананії Ширакаці.